# Chandraprabha
Pour les articles homonymes, voir Candraprabha.
Chandraprabha appelé aussi Chandraprabhu ou Candraprabha est le huitième Tirthankara, c'est-à-dire le huitième Maitre éveillé du jaïnisme. Il est né d'une lignée royale à Chandrapuri près de Dehradun dans l'état de l'Uttarakhand, en Inde, et a atteint le moksha, la libération au Mont Sammeta, haut lieu de pèlerinage aujourd'hui, dans l'état du Jharkhand. Son attribut est la lune, voire le croissant de lune. Trois temples célèbres en Inde lui sont dédiés: celui sur le Gange à Chandravati, à une trentaine de kilomètres de Vârânasî, lieu très endommagé; à Chennai, dans la rue Mint de la localité Sowcarpet se trouve un temple en marbre blanc dédié à Candraprabha; et au Temple Nagaraja dans le district de Kanyakumari dans l'état du Tamil Nadu.